# Mile End (London)

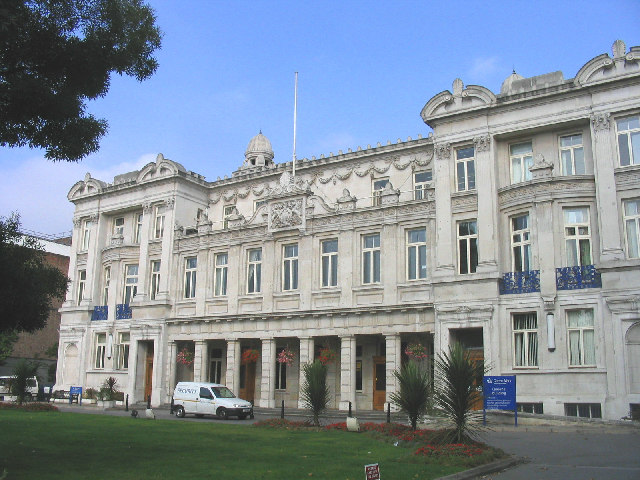
Queen-Mary-College, Mile End Campus

Mile End ist ein Stadtteil im Londoner Bezirk Tower Hamlets im East End von London. Der Stadtteil geht auf ein mittelalterliches Dorf zurück, das sich auf der Straße nach Colchester genau eine Meile entfernt vom Aldgate der City of London befand.

## Geschichte
Der Ursprung des Dorfes lag an der Straße der Mile End Road. Entlang dieser befanden sich wenige Häuser. Bis in das 17. Jahrhundert hinein war hier jedoch ein bekannter und gut genutzter Versammlungsplatz der Londoner Bevölkerung. Hier übte die städtische Miliz, Märkte und Shows fanden auf den Feldern an der Mile End Road statt. Historisch bedeutsam ist Mile End, da hier während des Bauernaufstands im 14. Jahrhundert das Treffen zwischen dem englischen König und Wat Tyler stattfand. Erst mit dem Bevölkerungswachstum in der Frühen Neuzeit begannen Grundspekulanten und Häuserbauer, die Felder von Mile End zu nutzen. Die Stadt dehnte sich von Spitalfields her aus. Ursprünglich ein ländlicher Ort, an dem reiche Londoner wie James Cook ihre Häuser errichteten, erlebte der Stadtteil die soziale Entwicklung des East Ends und wurde zum Wohnort für Arbeiter und Einwanderer. Mile End kam 1855 zur Stadt London und war bis zu dessen Auflösung Teil des Bezirks Stepney. Das Gebiet des historischen Mile Ends ist seit 1973 als Stepney Green Conservation Area geschützt. Dessen Gebiet erstreckt sich vor allem auf die Straßenzüge Mile End Road und Stepney Green.
Anfang des 20. Jahrhunderts hatte Mile End einen starken Anteil jüdischer Bevölkerung, von dem noch heute einige jüdische Friedhöfe zeugen. Der ehemalige Wahlbezirk zum britischen Unterhaus Mile End war einer von nur zwei Wahlkreisen Englands, in dem je ein Kommunist ein Direktmandat gewann. Der erste V-1-Flugkörper, der im Zweiten Weltkrieg von den Deutschen nach London geschossen wurde, schlug in Mile End ein. In den 1960ern war hier eine der Hochburgen der sich entwickelten Hooligan-Szene im Fußball. Die Mile End Gang besuchte Spiele des East-End-Clubs West Ham United und prügelte sich unter der Woche mit anderen Gangs im Osten Londons. Mittlerweile ist er einer der Stadtteile des Vereinigten Königreichs mit dem höchsten Anteil von Einwanderern, insbesondere Leute aus Bangladesch, Pakistan und Somalia. Abgeordneter des Nachfolgekreises Bethnal Green and Bow, vorher eine Bastion der Labour Party, war von 2005 bis 2010 mit George Galloway für Respect – The Unity Coalition  ein Parlamentarier, der sich links des etablierten Parteienspektrums verortet und vor allem die zahlreichen muslimischen Wähler ansprach.

## Infrastruktur
Im Stadtteil liegen die Untergrundstation Mile End, der Mile End Park und das Mile End Stadium. Die Queen-Mary-College der University of London hat hier einen Teil ihrer Lehrgebäude und ihre Wohnheime. Die Mile End Road ist eine alte Hauptstraße, die von der City of London nach Mile End und dann weiter nach Osten führte.

## Kultur
Popkulturell ist der Ort durch einen Song der Gruppe Pulp bekannt, der auf dem Soundtrack zum Film Trainspotting erscheint. Inhaltlich handelt er von einer Gruppe Hausbesetzer, die ein verfallenes 15-stöckiges Apartmenthaus aus den 1970ern besetzt. Die Videos zu den Songs Confusion Girl von Frankmusik und zum Song Heart Skips a Beat entstanden im Mile End Park.

## Söhne und Töchter der Stadt
- Sarah Chapman (1862–1945), eine der Anführerinnen des Streiks der Streichholzarbeiterinnen von 1888
- William Ormston (1895–1950), Radrennfahrer
- Johnny Leach (1922–2014), Tischtennisspieler und -funktionär